# Астахова, Анна Яковлевна
Анна Яковлевна Астахова (26 августа 1923, село Санское, Рязанская губерния — 2007) — доярка колхоза имени С. М. Кирова, Шиловский район, Рязанская область, Герой Социалистического Труда.

## Биография
Родилась в селе Санское, Спасского уезда, Рязанской губернии.
Работала дояркой в колхозе имени Кирова Шиловского района Рязанской области.
В 1952 году получила от 9 коров по 5216 килограммов молока с содержанием 198 килограммов молочного жира в среднем от коровы за год.
Указом Президиума Верховного Совета СССР от 21 августа 1953 года за достижение высоких показателей в животноводстве в 1952 году при выполнении колхозом обязательных поставок и контрактации сельскохозяйственной продукции, натуроплаты за работу МТС и плана прироста поголовья по каждому виду продуктивного скота и птицы Астаховой Анне Яковлевне присвоено звание Героя Социалистического Труда с вручением ордена Ленина и золотой медали «Серп и Молот».
В последующие годы трудилась в колхозе до выхода на заслуженный отдых. Жила в селе Санское Шиловского района. Умерла в 2007 году.
Награждена орденами Ленина (21.08.1953), Трудового Красного Знамени (07.02.1957), медалями, в том числе «За трудовую доблесть» (08.01.1960).

## Память
- Об А. Я. Астаховой в 1955 году был снят документальный фильм студии ЦСДФ (РЦСДФ)[3].